# Rockford tar över
Rockford tar över (engelsk originaltitel: The Rockford Files) är en amerikansk TV-serie av Stephen J. Cannell och Roy Huggins som gjordes 1974–1980. I huvudrollen som privatdetektiv ses James Garner, och Noah Beery Jr. spelar hans pappa.

## I rollerna
- James Garner - James Rockford
- Noah Beery Jr. - Joseph "Rocky" Rockford, James pappa
- Joe Santos - Sgt. Dennis Becker
- Stuart Margolin - Evelyn "Angel" Martin
- Gretchen Corbett - Elizabeth "Beth" Davenport
- James Luisi - Lieutenant Douglas J "Doug" Chapman

## Om serien
Serien skapades av Stephen J. Cannell och Roy Huggins. Den förstnämnde ligger även bakom serier som t.ex. The A-Team och 21 Jump Street med flera. Huggins skapade bland annat TV-serien Jagad. Rockford tar över hade amerikansk premiär den 13 september 1974 och sändes i totalt 6 säsonger. Musiken till Rockford tar över, inklusive den berömda signaturmelodin, skrevs av Mike Post och Pete Carpenter, samma personer som även ligger bakom musiken till serier som t.ex. The A-Team och Magnum P.I..
Serien utspelar sig i Los Angeles, med James Garner i huvudrollen som privatdetektiven James Rockford. I serien bor Rockford i en husvagn uppställd på stranden i Malibu, och han kör vanligtvis en guldbrun Pontiac Firebird Esprit.

## Avsnittsförteckning

### Säsong 2
1. The Aaron Ironwood School of Success (1975-09-12) (gästskådespelare: Ken Swofford)
2. The Farnsworth Strategm (1975-09-19) (gästskådespelare: Linda Evans)
3. Gearjammers del 1 (1975-09-26)
4. Gearjammers del 2 (1975-10-03) (gästskådespelare: Jack Kruschen)
5. The Deep Blue Sleep (1975-10-10)  (gästskådespelare: Robert Webber, Michael Conrad och Robert Hays)
6. The Great Blue Lake Land and Development Company (1975-10-17) (gästskådespelare: Richard B. Shull och Dana Elcar)
7. The Real Easy Red Dog (1975-10-31) (gästskådespelare: Stefanie Powers, George Wyner och Bruce Kirby)
8. Resurrection in Black and White (1975-11-07) (gästskådespelare: Joan Van Ark)
9. Chicken Little is a Little Chicken (1975-11-14)
10. 2 Into 5.56 Won’t Go (1975-11-21)
11. Pastoria Prime Pick (1975-11-28)
12. The Reincarnation of Angie (1975-12-05)
13. The Girl in the Bay City Boy’s Club (1975-12-19)
14. The Hammer of C Block (1976-01-09)
15. The No-Cut Contract (1976-01-16)
16. A Portrait of Elizabeth (1976-01-23)
17. Joey Blue Eyes (1976-01-30)
18. In Hazard (1976-02-06)
19. The Italian Bird Fiasco (1976-02-13)
20. Where’s Houston?” (1976-02-20)
21. Foul on the First Play (1976-03-12)
22. A Bad Deal in the Valley (1976-03-19)